# Acetylsalicylzuur en Metoclopramide
Acetylsalicylzuur en Metoclopramide (merknaam: Migrafin) wordt gebruikt bij de behandeling van migraine.

## Werking
Acetylsalicylzuur remt de productie van prostaglandinen in het lichaam. Acetylsalicylzuur werkt pijnstillend, koortsverlagend en  ontstekingsremmend.
Acetylsalicylzuur verlengt de bloedingstijd en wordt daarom in lage doseringen als bloedverdunnend middel gebruikt. Bijvoorbeeld om een hartinfarct te voorkomen.
De pijnstillende en koortsverlagende werking van acetylsalicylzuur begint na ca. 20-30 minuten en duurt ca. 4-6 uur. De koortswerende werking begint na 1-4 dagen.
Metoclopramide gaat braken tegen door verbetering van de peristaltiek van de darm en verbeterde sluiting van de maagdoorgang naar de darm (pylorus).